# Ramón y Ramón
Ramón y Ramón es una película dramática de 2024 dirigida por Salvador del Solar y coescrita junto con Héctor Gálvez. Una coproducción entre Perú, España y Uruguay, la película esta protagonizada por Emanuel Soriano y Álvaro Cervantes. Sigue el viaje de dos hombres a Concepción después de la muerte repentina de uno de sus padres.

## Sinopsis
Tras recibir las cenizas de su padre, con quien mantenía una relación distante, Ramón conoce a Mateo durante el confinamiento. A pesar de sus diferencias, surge una profunda conexión que los lleva a cuestionarse. Mateo decide acompañar a Ramón en un viaje para esparcir las cenizas en Huancayo. En esa travesía, Ramón descubre que buscaba respuestas a las preguntas equivocadas y que debe sanarse para seguir adelante.

## Reparto
- Emanuel Soriano como Ramón
- Álvaro Cervantes como Mateo
- Darío Yazbek Bernal
- Beto Benites
- Carlos Mesta
- Jely Reategui
- Bruno Odar
- Liliana Trujillo
- Ebelin Ortiz
- Lucho Ramírez
- Julián Vargas

## Producción
La primera versión del guion entregada a Del Solar en 2022 se centraba en la relación entre los jóvenes, pero fue Héctor Gálvez quien incorporó elementos juneños como la procedencia del padre y la huaconada. En 2023, el proyecto se hizo acreedor de s/800 mil de la Dirección del Audiovisual, la Fonografía y los Nuevos Medios.
El rodaje empezó el 16 de febrero de 2024 en los distritos de Miraflores y Los Olivos en Lima y en Mito en Junín y duró 5 semanas bajo el título provisional de Ramón.

## Estreno
La película tuvo su estreno mundial el 25 de setiembre de 2024 en la 72.ª edición del Festival Internacional de Cine de San Sebastián y luego se proyectó el 2 de mayo de 2025 en el Festival Internacional de Cine de Jeonju.
Se estrenó comercialmente el 27 de junio de 2025 en cines españoles, y el 8 de agosto de 2025 en cines peruanos.

## Premios y nominaciones
| Premio                                          | Fecha                   | Categoría                 | Destinatario    | Resultado | Refs.         |
| ----------------------------------------------- | ----------------------- | ------------------------- | --------------- | --------- | ------------- |
| Festival Internacional de Cine de San Sebastián | 28 de setiembre de 2024 | Premio Horizontes Latinos | Ramón and Ramón | Nominada  | [ 15 ] [ 16 ] |